# Beta Aquilae
Beta Aquilae (Alshain, Alschain, Alschairn, Unuk al Ghyrab, Collum Corvi, 60 Aquilae) é uma estrela tripla na direção da Aquila. Possui uma ascensão reta de 19h 55m 18.77s e uma declinação de +06° 24′ 28.6″. Sua magnitude aparente é igual a 3.71. Considerando sua distância de 45 anos-luz em relação à Terra, sua magnitude absoluta é igual a 3.03. Pertence à classe espectral G8IVvar. É uma estrela variável suspeita.